# 米格馬蒂托瓦亞岩
米格馬蒂托瓦亞岩（英語：Migmatitovaya Rock）是南極洲的岩層，位於毛德皇后地的阿斯特里德公主海岸，處於捷爾列特斯基峰東北面6公里，屬於奧爾萬山脈中謝爾巴科夫山脈的一部分，根據德國探險隊拍攝的空中照片繪入地圖，現時由南極條約體系管理。